# Вісник Астрономічної школи
«Вісник Астрономічної школи» видається кафедрою аерокосмічної геодезії Національного авіаційного університету, Інститутом астрономії Харківського національного університету, Національним університетом «Львівська політехніка», Київським обласним інститутом післядипломної освіти при підтримці Української астрономічної асоціації.
У журналі друкуються оглядові та оригінальні статті з астрономії, астрофізики, космічної геодезії, дистанційних аерокосмічних досліджень, геоінформатики, а також з історії та методики викладання астрономії та геодезії. 

## Інформація про журнал
Заснований: 2000 р.

Фахова реєстрація у ВАК України: постанова 14.11.2001 р. № 2-05/9 та 23.02.2011 р. № 1-05/2.

ISSN 1607—2855. Журнал 24.07.2000 р. зареєстровано в Міжнародному центрі періодичних видань (ISSN International Centre, м. Париж)

Періодичність: 2 рази на рік

### Головний редактор
В. Шмаров, д.т.н., директор Аерокосмічного інституту Національного авіаційного університету (Україна)

### Заступники головного редактора
О. Коноваленко, д.ф.-м.н., академік НАН України, Радіоастрономічний Інститут НАН України
О. Марченко, д.ф.-м.н., Національний університет «Львівська політехніка» (Україна)

### Відповідальний секретар
О. Железняк, д.ф.-м.н., Національний авіаційний університет (Україна)

### Члени редакційної колегії
С. Андрієвський, д.ф.-м.н., Одеський національний університет (Україна)
А. Відьмаченко, д.ф.-м.н., Головна астрономічна обсерваторія НАН України
Р. Гершберг, д.ф.-м.н., Кримська астрофізична обсерваторія (Україна)
А. Гулієв, д.ф.-м.н., Шемахінська астрофізична обсерваторія (Азербайджан)
В. Гусинін, д.ф.-м.н., Інститут теоретичної фізики НАН України
В. Денисюк, д.ф.-м.н., Національний авіаційний університет (Україна)
П. Зазуляк, д.ф.-м.н., Національний університет «Львівська політехніка» (Україна)
В. Захожай, д.ф.-м.н., Харківський національний університет (Україна)
В. Івченко, д.ф.-м.н., Київський національний університет (Україна)
М. Кисельов, д.ф.-м.н., Національний авіаційний університет (Україна)
О. Кривов, д.ф.-м.н., Йєнський університет (Німеччина)
В. Мельник, д.ф.-м.н., Радіоастрономічний Інститут НАН України
М. Міщенко, д.ф.-м.н., Ґоддардівський інститут космічних досліджень (США)
С. Мостовий, д.ф.-м.н., Національний авіаційний університет (Україна)
В. Орлов, д.ф.-м.н., С.-Петербурзький державний університет (Росія)
В. Харченко, д.т.н., Національний авіаційний університет (Україна)
А. Чернін, д.ф.-м.н., Московський державний університет (Росія)
К. Чурюмов, д.ф.-м.н., член-кор. НАН України, Київський національний університет (Україна)

Адреса редакції: 03058 м. Київ, пр. Любомира Гузара, 1, Національний авіаційний університет, кафедра аерокосмічної геодезії, корпус 3, ауд. 524